# Tunde King
"Baba" Tunde King (?) was een Nigeriaanse gitarist. Hij behoorde tot de eersten die lokaal populair werd met palm-wine-music en was een van de eersten die eind jaren 1920, begin jaren 1930 jùjú-platen opnam.

## Discografie
- Musique Populaire Africaine - Archives 1926-1952 (verzamel-cd met een nummer van King), Buda Musique